# Ceratagallia ana
Ceratagallia ana är en insektsart som beskrevs av Hamilton 1998. Ceratagallia ana ingår i släktet Ceratagallia och familjen dvärgstritar. Inga underarter finns listade i Catalogue of Life.